# Micrepeira albomaculata
Micrepeira albomaculata là một loài nhện trong họ Araneidae.
Loài này thuộc chi Micrepeira. Micrepeira albomaculata được Ehrenfried Schenkel-Haas miêu tả năm 1953.